# Читання книги Буття екіпажем «Аполлона-8»

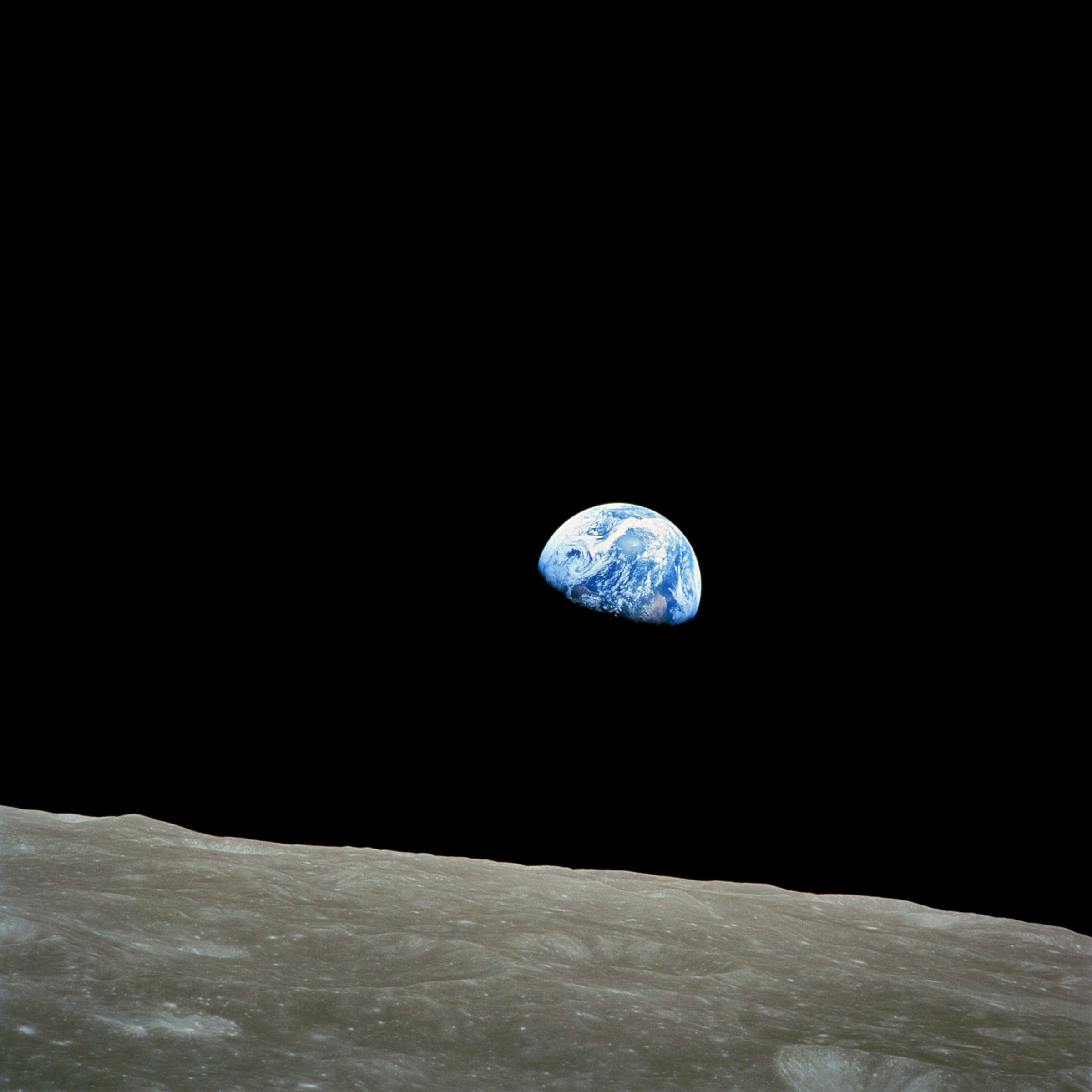
«Схід Землі» — кольорова фотографія Землі з Місяця, зроблена Андерсом того дня. Телевізійна картинка була чорно-біла і низької якості.

У Святий Вечір 24 грудня 1968 року екіпаж космічного корабля «Аполлон-8» по черзі прочитав вірші з Книги Буття, коли корабель перебував на навколомісячній орбіті. Телевізійна трансляція цього читання зібрала найбільшу на той час телеаудиторію. Використовувався текст, наданий Гедеоновими братами. Вільям Андерс, Джеймс Ловелл і Френк Борман прочитали 1-шу главу, вірші з 1-го по 10-й, використовуючи переклад, відомий як Біблія короля Якова. Андерс почав звернення і читав вірші 1—4, Ловелл читав вірші 5—8, потім Борман прочитав вірші 9—10 і завершив передачу.

## Зміст послання від «Аполлона-8»
Звернення почав Вільям Андерс:

Скоро над Місяцем зійде сонце. Екіпаж «Аполлона-8» хотів би звернутися з повідомленням до всіх людей там, на Землі. Оригінальний текст (англ.)
We are now approaching lunar sunrise, and for all the people back on Earth, the crew of Apollo 8 has a message that we would like to send to you.

Упочатку сотворив Бог небо та землю. Земля ж була пуста і пустошня, і темрява лежала над безоднею; і дух Божий ширяв понад водами. І рече Бог: Настань, сьвіте! І настав сьвіт. І бачив Бог сьвіт, що воно добре; та й розлучив сьвіт із темрявою. Оригінальний текст (англ.)
In the beginning God created the heaven and the earth. 
 And the earth was without form, and void; and darkness was upon the face of the deep. And the Spirit of God moved upon the face of the waters.
And God said, Let there be light: and there was light. 
 And God saw the light, that it was good: and God divided the light from the darkness.

Потім продовжив Джеймс Ловелл:

І назве Бог сьвіт день, а темряву назве ніч. І був вечір, і був ранок; день первий. І рече Бог: Нехай проміж водами постане твердь, і розлучає води з водами! І сталось тако. І сотворив Бог твердь; і розлучив Бог воду, що була під твердею, із водою, що була понад твердею. І назве Бог твердь небо. І був вечір, і був ранок; день другий.темрявою. Оригінальний текст (англ.)
And God called the light Day, and the darkness he called Night. And the evening and the morning were the first day. 
 And God said, Let there be a firmament in the midst of the waters, and let it divide the waters from the waters. 
 And God made the firmament, and divided the waters which were under the firmament from the waters which were above the firmament: and it was so. 
 And God called the firmament Heaven. And the evening and the morning were the second day.

Читання завершив Френк Борман:

І рече Бог: Зберись, водо, що попід небом, ув одно місце, і появися суходоле. І сталось тако. І назве Бог суходіл земля, а згромадженє вод назве море. І бачив Бог, що добре. Оригінальний текст (англ.)
And God said, Let the waters under the heaven be gathered together unto one place, and let the dry land appear: and it was so. 
 And God called the dry land Earth; and the gathering together of the waters called he Seas: and God saw that it was good.

На завершення, від усього екіпажу «Аполлона-8», ми бажаємо всім доброї ночі, удачі, щасливого Різдва і благослови Господь вас всіх — там, на добрій Землі.
Оригінальний текст (англ.)
And from the crew of Apollo 8, we close with good night, good luck, a Merry Christmas - and God bless all of you, all of you on the good Earth.

## Судовий позов
Американська войовнича атеїстка Мадаліною Мюррей О'Хейр подала позов проти НАСА, звинувачуючи державну організацію в порушенні першої поправки до Конституції США. Позов був поданий у регіональний суд Техасу, який не прийняв справу до розгляду. Пряма апеляція до Верховного суду була відхилена. Також була відхилена й апеляція в Апеляційний суд п'ятого округу США, який підтвердив відмову регіонального суду Техасу per curiam. Зрештою, Верховний суд відмовив у розгляді справи. Пізніше, у 1969 році на «Аполлоні-11», Базз Олдрін провів Євхаристію на поверхні Місяця відразу після посадки. Оскільки він не тримав свої наміри в таємниці, він вимовив в ефір лише загальні слова, а потім читав Біблію поза сеансу радіозв'язку.

## У філателії

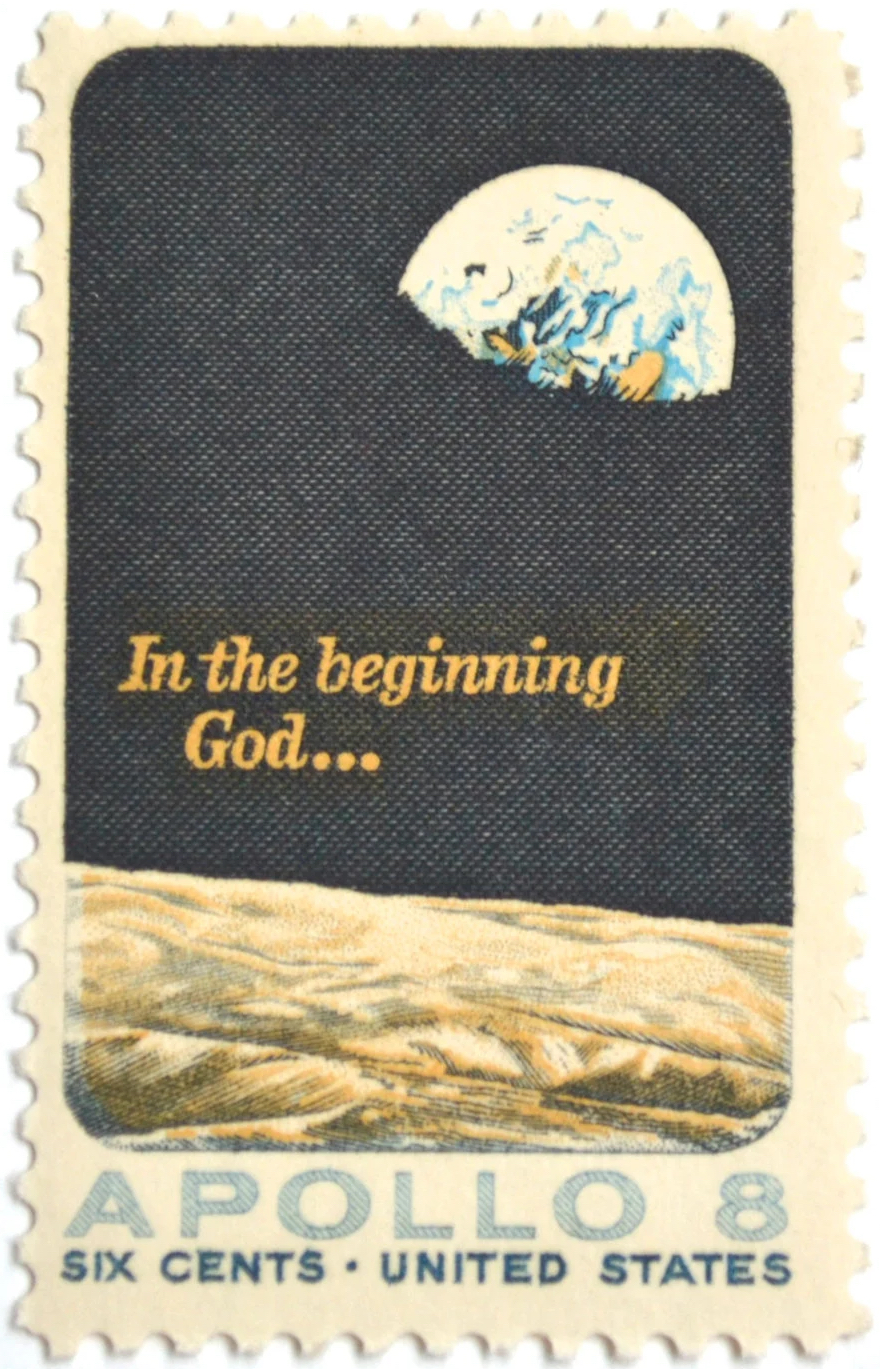
Поштова марка на честь події

У 1969 році пошта США випустила поштову марку (Scott # 1371) в пам'ять польоту «Аполлона-8» і цього читання. Зображення сформоване на основі відомої фотографії — схід землі над місячним горизонтом, зі словами «In the beginning God…» (укр. «На початку створив Бог…»).